# Grand Prix automobile d'Australie 1986
Le Grand Prix d'Australie de Formule 1 1986 s'est tenu le 26 octobre sur le circuit urbain d'Adélaïde.

## Qualifications
| Pos. | No | Pilote             | Équipe                 | Temps          | Écart     |
| ---- | -- | ------------------ | ---------------------- | -------------- | --------- |
| 1    | 5  | Nigel Mansell      | Williams-Honda         | 1 min 18 s 403 | —         |
| 2    | 6  | Nelson Piquet      | Williams-Honda         | 1 min 18 s 714 | + 0 s 311 |
| 3    | 12 | Ayrton Senna       | Lotus-Renault          | 1 min 18 s 906 | + 0 s 503 |
| 4    | 1  | Alain Prost        | McLaren-TAG            | 1 min 19 s 654 | + 1 s 251 |
| 5    | 25 | René Arnoux        | Ligier-Renault         | 1 min 19 s 976 | + 1 s 573 |
| 6    | 20 | Gerhard Berger     | Benetton-BMW           | 1 min 20 s 554 | + 2 s 151 |
| 7    | 2  | Keke Rosberg       | McLaren-TAG            | 1 min 20 s 778 | + 2 s 375 |
| 8    | 26 | Philippe Alliot    | Ligier-Renault         | 1 min 20 s 981 | + 2 s 578 |
| 9    | 27 | Michele Alboreto   | Ferrari                | 1 min 21 s 709 | + 3 s 306 |
| 10   | 4  | Philippe Streiff   | Tyrrell-Renault        | 1 min 21 s 720 | + 3 s 317 |
| 11   | 23 | Andrea De Cesaris  | Minardi-Motori Moderni | 1 min 22 s 012 | + 3 s 609 |
| 12   | 28 | Stefan Johansson   | Ferrari                | 1 min 22 s 050 | + 3 s 647 |
| 13   | 19 | Teo Fabi           | Benetton-BMW           | 1 min 22 s 129 | + 3 s 726 |
| 14   | 11 | Johnny Dumfries    | Lotus-Renault          | 1 min 22 s 664 | + 4 s 261 |
| 15   | 15 | Alan Jones         | Lola-Ford              | 1 min 22 s 796 | + 4 s 393 |
| 16   | 3  | Martin Brundle     | Tyrrell-Renault        | 1 min 23 s 004 | + 4 s 601 |
| 17   | 16 | Patrick Tambay     | Lola-Ford              | 1 min 23 s 008 | + 4 s 605 |
| 18   | 24 | Alessandro Nannini | Minardi-Motori Moderni | 1 min 23 s 052 | + 4 s 649 |
| 19   | 7  | Riccardo Patrese   | Brabham-BMW            | 1 min 23 s 230 | + 4 s 827 |
| 20   | 8  | Derek Warwick      | Brabham-BMW            | 1 min 23 s 313 | + 4 s 910 |
| 21   | 14 | Jonathan Palmer    | Zakspeed               | 1 min 23 s 476 | + 5 s 073 |
| 22   | 18 | Thierry Boutsen    | Arrows-BMW             | 1 min 24 s 295 | + 5 s 892 |
| 23   | 29 | Huub Rothengatter  | Zakspeed               | 1 min 25 s 181 | + 6 s 778 |
| 24   | 17 | Christian Danner   | Arrows-BMW             | 1 min 25 s 233 | + 6 s 831 |
| 25   | 21 | Piercarlo Ghinzani | Osella-Alfa Romeo      | 1 min 25 s 257 | + 6 s 855 |
| 26   | 22 | Allen Berg         | Osella-Alfa Romeo      | 1 min 27 s 208 | + 8 s 806 |

## Classement
| Pos. | No | Pilote             | Écurie                 | Tours | Temps/Abandon                      | Grille | Points |
| ---- | -- | ------------------ | ---------------------- | ----- | ---------------------------------- | ------ | ------ |
| 1    | 1  | Alain Prost        | McLaren-TAG            | 82    | 1 h 54 min 20 s 388 (162,609 km/h) | 4      | 9      |
| 2    | 6  | Nelson Piquet      | Williams-Honda         | 82    | + 4 s 205                          | 2      | 6      |
| 3    | 28 | Stefan Johansson   | Ferrari                | 81    | + 1 tour                           | 12     | 4      |
| 4    | 3  | Martin Brundle     | Tyrrell-Renault        | 81    | + 1 tour                           | 16     | 3      |
| 5    | 4  | Philippe Streiff   | Tyrrell-Renault        | 80    | Panne d'essence                    | 10     | 2      |
| 6    | 11 | Johnny Dumfries    | Lotus-Renault          | 80    | + 2 tours                          | 14     | 1      |
| 7    | 25 | René Arnoux        | Ligier-Renault         | 79    | + 3 tours                          | 5      |        |
| 8    | 26 | Philippe Alliot    | Ligier-Renault         | 79    | + 3 tours                          | 8      |        |
| 9    | 14 | Jonathan Palmer    | Zakspeed               | 77    | + 5 tours                          | 21     |        |
| 10   | 19 | Teo Fabi           | Benetton-BMW           | 77    | + 5 tours                          | 13     |        |
| Nc.  | 16 | Patrick Tambay     | Lola-Ford              | 70    | Non classé                         | 17     |        |
| Abd. | 5  | Nigel Mansell      | Williams-Honda         | 63    | Crevaison                          | 1      |        |
| Abd. | 7  | Riccardo Patrese   | Brabham-BMW            | 63    | Moteur                             | 19     |        |
| Abd. | 2  | Keke Rosberg       | McLaren-TAG            | 62    | Crevaison                          | 7      |        |
| Nc.  | 22 | Allen Berg         | Osella-Alfa Romeo      | 61    | Non classé                         | 26     |        |
| Abd. | 8  | Derek Warwick      | Brabham-BMW            | 57    | Freins                             | 20     |        |
| Abd. | 17 | Christian Danner   | Arrows-BMW             | 52    | Turbo                              | 24     |        |
| Abd. | 18 | Thierry Boutsen    | Arrows-BMW             | 50    | Accélérateur                       | 22     |        |
| Abd. | 12 | Ayrton Senna       | Lotus-Renault          | 43    | Moteur                             | 3      |        |
| Abd. | 20 | Gerhard Berger     | Benetton-BMW           | 40    | Moteur                             | 6      |        |
| Abd. | 23 | Andrea De Cesaris  | Minardi-Motori Moderni | 40    | Extincteur                         | 11     |        |
| Abd. | 29 | Huub Rothengatter  | Zakspeed               | 29    | Suspension                         | 23     |        |
| Abd. | 15 | Alan Jones         | Lola-Ford              | 16    | Moteur                             | 15     |        |
| Abd. | 24 | Alessandro Nannini | Minardi-Motori Moderni | 10    | Accident                           | 18     |        |
| Abd. | 21 | Piercarlo Ghinzani | Osella-Alfa Romeo      | 2     | Transmission                       | 25     |        |
| Abd. | 27 | Michele Alboreto   | Ferrari                | 0     | Collision                          | 9      |        |

## Pole position et record du tour
- Pole position : Nigel Mansell en 1 min 18 s 403 (vitesse moyenne : 173,519 km/h).
- Meilleur tour en course : Nelson Piquet en 1 min 20 s 787 au 82e tour (vitesse moyenne : 168,398 km/h).

## Tours en tête
- Nelson Piquet : 8 (1-6 / 63-64)
- Keke Rosberg : 56 (7-62)
- Alain Prost : 18 (65-82)

## À noter
- 4e pole position pour Nigel Mansell.
- 17e pole position pour Williams F1 Team.
- 8e pole position pour un moteur Honda.
- 2e titre de champion du monde pour Alain Prost.
- 25e victoire pour Alain Prost.
- 52e victoire pour McLaren Racing.
- 22e victoire pour TAG Porsche.
- 200e Grand Prix pour un moteur Alfa Romeo.
- 114e et dernier Grand Prix pour Patrick Tambay et Keke Rosberg.
- 116e et dernier Grand Prix pour Alan Jones.